# José Lorenzo Figueroa
José Lorenzo Figueroa (mort el 6 de gener de 1871) va ser un polític i acadèmic espanyol, diputat a les Corts Espanyoles durant el regnat d'Isabel II d'Espanya i acadèmic de la Reial Acadèmia de Ciències Morals i Polítiques.
Treballà com a lletrat del Tribunal de Comptes d'Espanya i també fou subsecretari del Ministeri de Gràcia i Justícia. Fou elegit diputat pel districte de Priego de Córdoba per a les corts de 1858-1863 i 1863, participant en els debats sobre la Llei Hipotecària. El desembre de 1868 fou escollit acadèmic de la Reial Acadèmia de Ciències Morals i Polítiques.